# Katharina Juliane von Hanau-Münzenberg

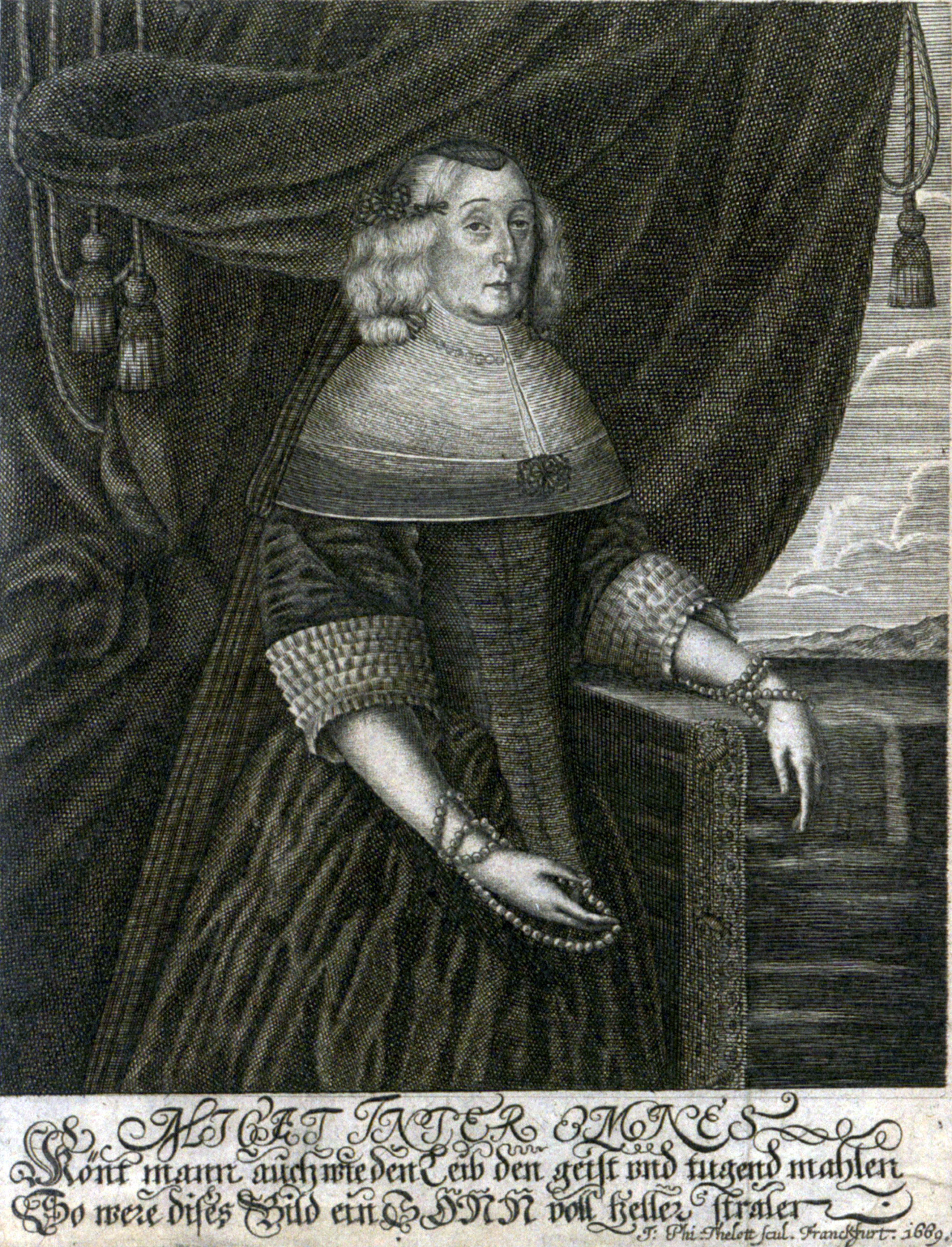
Porträt von Johann Philipp Thelott, 1669

Katharina Juliane von Hanau-Münzenberg (* 17. März 1604 in Steinau an der Straße; † 28. Dezember 1668 in Hanau) war eine Gräfin von Hanau-Münzenberg, Gräfin von Solms-Laubach und Prinzessin von Wied-Runkel.

## Leben
Sie war eine Tochter des Grafen Philipp Ludwig II. von Hanau-Münzenberg (* 1576; † 1612) und der Fürstin Katharina Belgica (* 1578; † 1648), einer Tochter Wilhelms I. von Oranien-Nassau, des Schweigers.

### Ehen und Nachkommen
Katharina Juliane war zwei Mal verheiratet:
1. am 11. September 1631 heiratete sie Graf Albert Otto II. von Solms-Laubach (* 29. Juni 1610; † 1639). Daraus ging hervor:
  1. Karl Otto (22. August 1633, † 6. August 1676), heiratete am 18. Juli 1654 Gräfin Amoena Elisabeth von Bentheim.
  2. Elisabeth Juliana (6. März 1635[2]; † 2. Januar 1693), heiratete am 25. Juli 1671 Fürst Wilhelm von Anhalt-Harzgerode (* 18. August 1643; † 14. Dezember 1709)
2. am 31. März 1642 heiratete sie Moritz Christian von Wied-Runkel (* 10. Januar 1620; † 25. Januar 1653). Daraus ging hervor:
  1. Maria Belgia Charlotte (* 1645; † 1681 in Hanau), beigesetzt dort in der Marienkirche.

Die zweite Ehe endete in einem Desaster, da die Eheleute sich auch in der Öffentlichkeit stritten und schließlich mit der Flucht von Katharina Juliane nach Laubach. Ihr Versuch, ihren zweiten Gatten noch einmal zu sehen, scheiterte. Er starb in Runkel, einen Tag bevor sie dort eintraf. Sein Bruder, Graf Friedrich von Wied-Runkel, verweigerte ihr, das Schloss zu betreten und die Leiche noch einmal zu sehen. Die Angelegenheit eröffnete einen langjährigen Streit zwischen Katharina Juliane und Graf Friedrich. Wegen Differenzen mit ihrem Sohn musste sie schließlich auch Laubach verlassen und zog mit ihrer Tochter zurück nach Hanau.

### Tod
Nach ihrem Tod am 28. Dezember 1668 in Hanau wurde sie am 23. März 1669 in der gräflichen Gruft in Laubach beigesetzt. Zu ihrer Beisetzung sind mindestens drei Leichenpredigten erschienen.

### Vorfahren
| Ahnentafel der Gräfin Katharina Juliane von Hanau-Münzenberg | Ahnentafel der Gräfin Katharina Juliane von Hanau-Münzenberg                                                     | Ahnentafel der Gräfin Katharina Juliane von Hanau-Münzenberg                                                     | Ahnentafel der Gräfin Katharina Juliane von Hanau-Münzenberg                                                          | Ahnentafel der Gräfin Katharina Juliane von Hanau-Münzenberg                                                               | Ahnentafel der Gräfin Katharina Juliane von Hanau-Münzenberg | Ahnentafel der Gräfin Katharina Juliane von Hanau-Münzenberg |
| ------------------------------------------------------------ | --- | --- | --- | --- | ------------------------------------------------------------ | ------------------------------------------------------------ |
| Urgroßeltern                                                 | Philipp III. von Hanau-Münzenberg (* 1526; † 1561) ⚭ Helena von Pfalz-Simmern (* 1532; † 1579)                   | Philipp IV. von Waldeck (* ; † ) ⚭ Jutta von Isenburg († 1564)                                                   | Wilhelm von Nassau-Dillenburg (* 1487; † 1559) ⚭ Juliana zu Stolberg (* ; † )                                         | Louis III. de Bourbon, duc de Montpensier (* 1513; † 1582) ⚭ Jacqueline de Longwy Gräfin von Bar du Seine (* 1538; † 1561) |                                                              |                                                              |
| Großeltern                                                   | Philipp Ludwig I. von Hanau-Münzenberg (* 1553; † 1580) ⚭ Magdalena von Waldeck (* 1558; † 1599)                 | Philipp Ludwig I. von Hanau-Münzenberg (* 1553; † 1580) ⚭ Magdalena von Waldeck (* 1558; † 1599)                 | Wilhelm I. von Oranien-Nassau, der Schweiger (* 1533; † 1584) 3. ⚭ Charlotte von Bourbon-Montpensier (* 1546; † 1582) | Wilhelm I. von Oranien-Nassau, der Schweiger (* 1533; † 1584) 3. ⚭ Charlotte von Bourbon-Montpensier (* 1546; † 1582)      |                                                              |                                                              |
| Eltern                                                       | Philipp Ludwig II. von Hanau-Münzenberg (* 1576; † 1612) ⚭ Katharina Belgica von Oranien-Nassau (* 1578; † 1648) | Philipp Ludwig II. von Hanau-Münzenberg (* 1576; † 1612) ⚭ Katharina Belgica von Oranien-Nassau (* 1578; † 1648) | Philipp Ludwig II. von Hanau-Münzenberg (* 1576; † 1612) ⚭ Katharina Belgica von Oranien-Nassau (* 1578; † 1648)      | Philipp Ludwig II. von Hanau-Münzenberg (* 1576; † 1612) ⚭ Katharina Belgica von Oranien-Nassau (* 1578; † 1648)           |                                                              |                                                              |
| Katharina Juliane                                            | | | | |                                                              |                                                              |

Zur Familie vgl. Hauptartikel: Hanau (Adelsgeschlecht)